# Bill Stricker
William Louis Stricker, detto Bill (Manteca, 22 gennaio 1948 – Stockton, 3 luglio 2020), è stato un cestista e allenatore di pallacanestro statunitense, professionista nella NBA.

## Carriera
Venne selezionato dai Baltimore Bullets con la terza scelta del quarto giro (54ª assoluta) del Draft NBA 1970. Firmò un contratto con i Portland Trail Blazers con cui disputò una partita nella stagione 1970-71, prima di essere tagliato il 16 novembre. Giocò successivamente in Europa.